# Indra

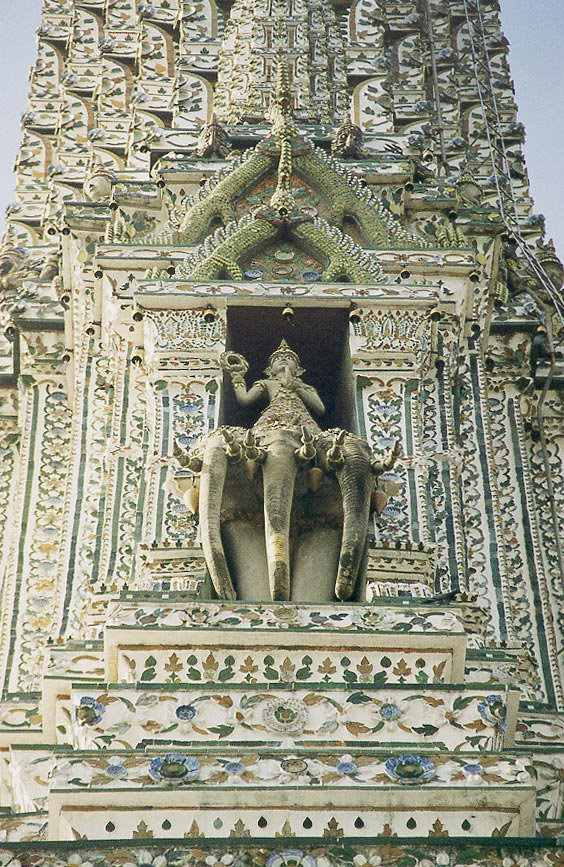
Fragment centralnej wieży Wat Arun („Świątyni Świtu”) w Bangkoku – przedstawiający Indrę na trzygłowym słoniu Erawan.

Indra (sanskr. इन्द्र) – w mitologii indyjskiej jeden z najważniejszych bogów panteonu wedyjskiego, najczęściej wymieniane w Rygwedzie bóstwo, król bogów. 

## Formy kultowe

### Imiona
- Śakra
- Wasawa
- Dewendra
- Manawendra

### Epitety
Literatura wedyzmu określa Indrę następująco: 
buhaj, 
byk, 
druzgocący wrogów, 
gracz, 
groźna wielkość, 
gwałtowny, 
król ruchu i bezwładu, 
łamiący moce, 
mąż bez litości, 
mędrzec, 
mocarz, 
najpierwszy bohater, 
nie do zachwiania, 
nie do zwalczenia, 
niezachwiany, 
o miażdżącej sile, 
o potężnej mocy, 
o sile podwójnej, 
odważny, 
ogania potęgą bogów, 
pięknowargi, 
piorunodłonny, 
piorunoręki, 
podlegają mu konie, krowy, gromady i wody, 
podparł niebo, 
podszczuwacz narodów, 
pogromca Dasów, 
ponadmąż, 
potężny, 
potężny byk, 
potężny król, 
prawdziwy, 
prędki do mordu, 
przed nim w lęku drżą obydwa światy, 
straszliwy, 
strzelec, 
szczodry, 
umocnił góry na stałe, 
urodzony z mocy, 
utrwalił ziemię na wieki, 
w bitwach zdobywca, 
wielosławny, 
zabójca czarnych, 
zabójca smoka, 
zawsze walczący, 
zrodził ogień, 
zrodził słońce, 
zwycięski
.

## Ikonografia i symbolika
- Przedstawiany jest jako dowódca armii dewów o byczym karku, potężnych ramionach i tysiącu jąder[2].
- Bronią, z której słynął Indra, był piorun (sankr. wadźra).
- W następstwie klątwy, po uwiedzeniu żony wieszcza Gautamy, ciało Indry pokryło tysiąc narządów kobiecych. Karę tę zamieniono na tysiąc oczu, przez co Indra został bogiem tysiącokim[3].

## Rodzina i postacie powiązane
Małżonką Indry jest Indrani, zwana też Śaći – piękna bogini gniewu i zazdrości o tysiącu oczu.

### Wahana
Wahaną, czyli (boskim wierzchowcem) boga Indry może być:
- słoń Ajrawata (sanskryt ऐरावत, ang' Airavata), wyłoniony podczas procesu ubijania oceanu w celu pozyskania amryty
- koń Uććajhśrawas (उच्चैःश्रवस्, ang.Uchchaihshravas) o siedmiu głowach, również wyłoniony podczas procesu ubijania oceanu w celu pozyskania amryty.

## Recepcja w literaturze religijnej

### Wedy
Ukazywany był jako pan wojny, uosobienie odważnego wojownika, bohatera, ale także hulaki, który nadużywał somy, zwielokrotniającej jego moc. Władał deszczem, burzą, błyskawicą i gromem, a ponieważ zsyłał życiodajne deszcze uważano go także za boga płodności. 
Najbardziej zasłynął jako pogromca demona suszy Wrytry. 

### Purany
W mitach często rywalizuje z mędrcami podejmującymi ascezę, dzięki której uzyskiwali nadzwyczajne, niemalże boskie moce. 

### Eposy
Wiele legend związanych z Indrą przedstawiono w Mahabharacie.
Indra spadł do rangi bóstw drugorzędnych, stając się jednym z czterech Lokapala, stróżów świata – opiekunem kierunku wschodniego.

## Recepcja w innych religiach
Indra występuje w pismach buddyjskich. W tym również pod imionami  Śakra i Sakka,  jako władca jednego z niebios. Dźinizm nazywa go imionami Indra i Saudharmendra.